# Pessagnoina
Pessagnoina es un género de foraminífero planctónico considerado un sinónimo posterior de Clavihedbergella de la subfamilia Ticinellinae, de la familia Rotaliporidae, de la superfamilia Rotaliporoidea, del suborden Globigerinina y del orden Globigerinida. Su especie tipo es Hastigerinella moremani. Su rango cronoestratigráfico abarca desde el Cenomaniense superior hasta el Turoniense inferior (Cretácico superior).

## Descripción
Pessagnoina incluía especies con conchas trocoespiraladas, de forma digitada a cruciforme, y comprimida; sus cámaras eran inicialmente globulares, después ovaladas alargadas radialmente, y filamente claviformes a subcilíndricas, con un ligero abultamiento bulboso; sus suturas intercamerales eran rectas o ligeramente curvas e incididas; su contorno era fuertemente lobulado y digitado; su periferia era redondeada; su ombligo era estrecho; su abertura era interiomarginal, umbilical-extraumbilical a espiroumbilical, con forma de arco asimétrico amplio y bajo, y rodeada con un pórtico amplio; parte de las sucesivas aberturas podían permanecer como relictas en el área umbilical; presentaba pared calcítica hialina, densamente perforada, y de superficie lisa o ligeramente pustulada.

## Discusión
El género Pessagnoina no ha tenido mucha difusión entre los especialistas. Pessagnoina fue descrito como un linaje y no como un género, por lo que, al no ser una categoría taxonómica reconocida por el Código Internacional de Nomenclatura Zoológica, podría llegar a ser invalidado. Algunos autores han considerado Pessagnoina un sinónimo subjetivo posterior de Clavihedbergella. De hecho, sus especies son habitualmente incluidas en el género Clavihedbergella. Sin embargo, Pessagnoina se diferencia por su pared ligeramente pustulada y sus cámaras tendiento a ser claviformes o subcilíndricas con un abultamiento bulboso. Clasificaciones posteriores incluirían Pessagnoina en la familia Hedbergellidae de la superfamilia Globigerinoidea.

## Paleoecología
Pessagnoina incluía especies con un modo de vida planctónico, de distribución latitudinal tropical-subtropical, y habitantes pelágicos de aguas superficiales a profundas (medio epipelágico a batipelágico superior).

## Clasificación
Pessagnoina incluía a las siguientes especies:
- Pessagnoina moremani †
- Pessagnoina simplex †